# Rio Gârla Ciulineţul
O Rio Gârla Ciulineţul é um rio da Romênia, afluente do Rio Danúbio, localizado no distrito de Tulcea.